# Niels-Stensen-Kirche (Grevesmühlen)

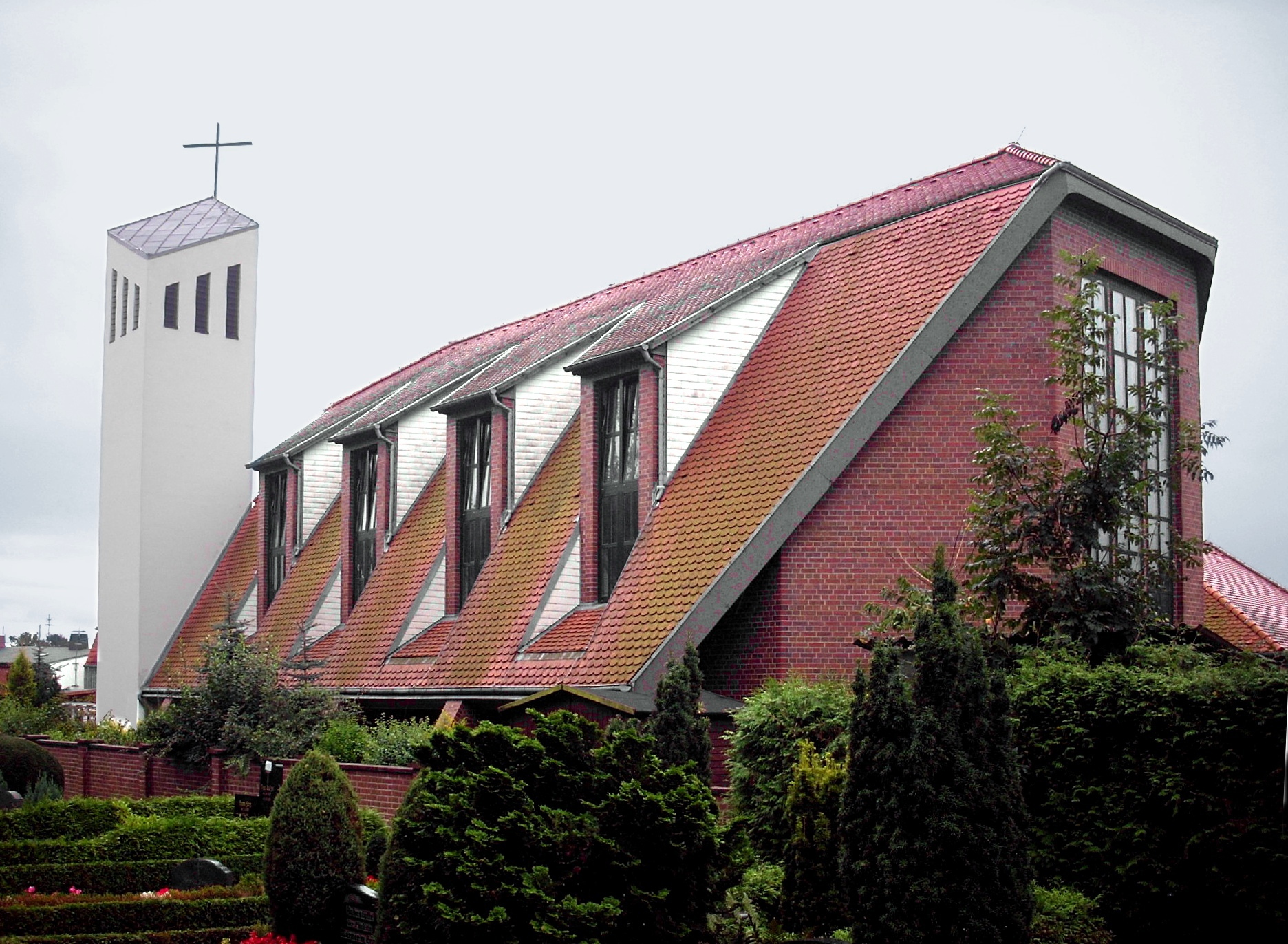
Niels-Stensen-Kirche

Die Niels-Stensen-Kirche ist die katholische Pfarrkirche von Grevesmühlen, der ehemaligen Kreisstadt des Landkreises Nordwestmecklenburg. Sie gehört zu den Kirchenneubauten, die in der DDR-Zeit genehmigt und begonnen wurden, und ist die weltweit erste Kirche, die den Namen des 1988 seliggesprochenen Naturwissenschaftlers und Bischofs Niels Stensen trägt.
Den Grundstein der Kirche legte Weihbischof Norbert Werbs am 28. Mai 1989. Am 27. April 1991 wurde sie von Bischof Theodor Hubrich geweiht.
Vorausgegangen war das Anwachsen der Katholikenzahl in der Region durch den Zustrom Vertriebener nach dem Zweiten Weltkrieg, die Erhebung der katholischen Gemeinde Grevesmühlen zur Pfarrei 1972 und eine lange Phase der Planungen und Anträge.
Der Entwurf der Kirche stammt von Rolf Meyer (Grevesmühlen). Mit den für eine Diaspora-Kirche möglichen Mitteln schuf er einen spirituellen und einladenden Raum. Das tief herabgezogene Dach und die Streben, die es bis zur Erde fortsetzen und dort verankern, versinnbildlichen das Zelt Gottes auf Erden. Hohe Fenster im Dachbereich und in der Altarwand geben dem Raum Helligkeit.
Michael Vogler (Mühlen Eichsen) schuf das Bild der Muttergottes mit dem Jesuskind, das sich anderen Kindern zuwendet, beim Bereitungstisch und das Bild des Guten Hirten beim Ambo sowie das Altartriptychon. Das Triptychon zeigt auf der Mitteltafel das Pfingstereignis, links Szenen und Aspekte des Lebens des seligen Niels Stensen und rechts den heiligen Diakon Laurentius, den ursprünglichen Pfarrpatron der Grevesmühlener katholischen Gemeinde. Weitere Ausstattungsstücke, wie das Tragekreuz, der Taufstein und die 14 Kreuzwegstationen stammen von dem Kunsthandwerker Rudolf Fleischer (Erfurt).